# Zeughaus (Überlingen)

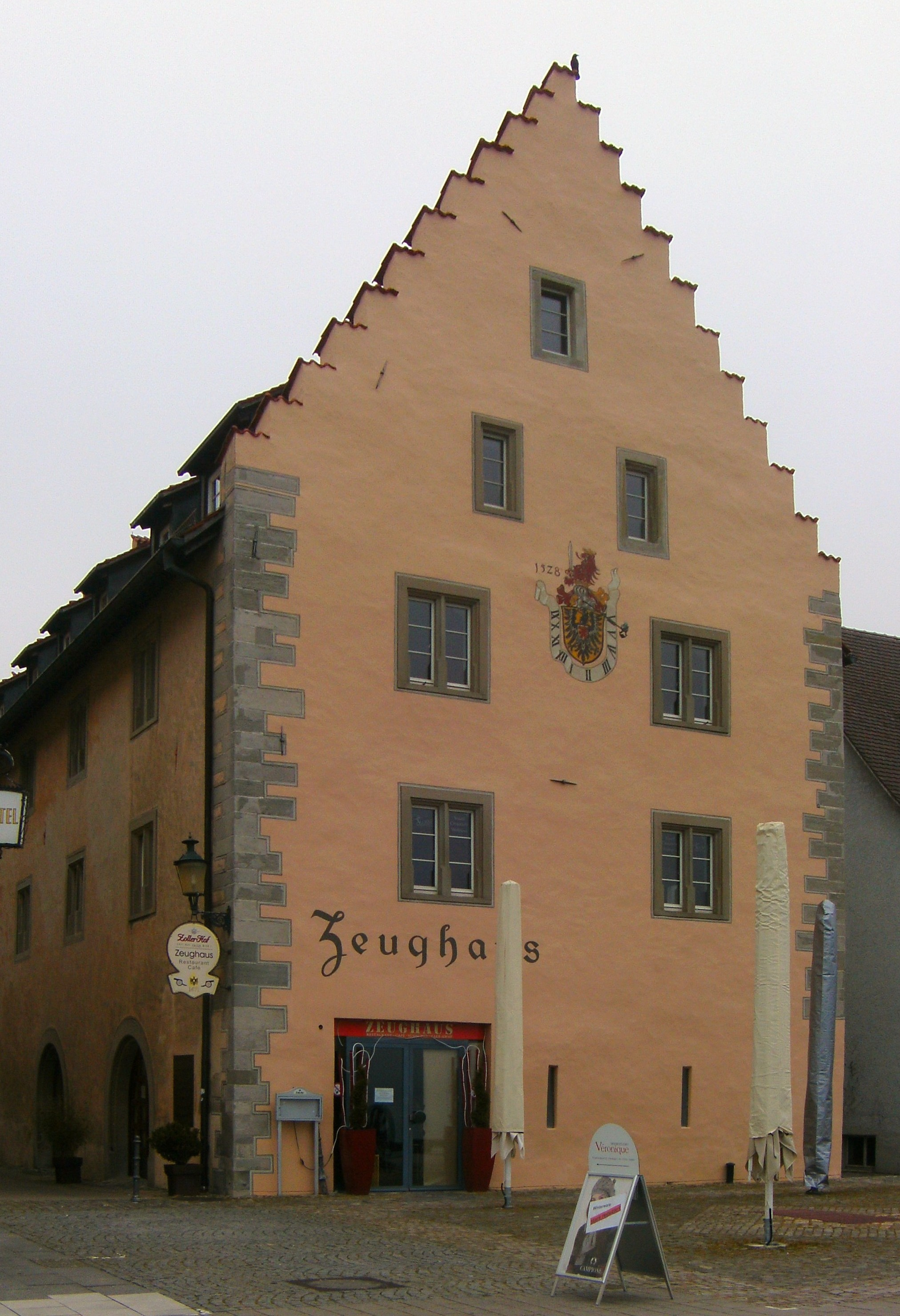
Das Überlinger Zeughaus an der Seepromenade

Das ehemalige Zeughaus in Überlingen befindet sich direkt an der Seepromenade und ist ein stadtbildprägendes Kulturdenkmal. Bereits auf einer Stadtansicht aus dem Jahr 1560 zeigt sich das Gebäude mit seinen charakteristischen Staffelgiebeln.

## Geschichte
Der Ursprung des Gebäudes ist ungesichert; gegen Ende des 15. Jahrhunderts diente es wohl als Bad des Überlinger Heiliggeistspitals. Im frühen 17. Jahrhundert wurde das Gebäude umgebaut und danach als städtischer Fruchtkasten genutzt.
Nachdem das bisherige Zeughaus am Engelesee im südöstlichen Bereich der Stadtbefestigung (beim heutigen Mantelhafen) im Dreißigjährigen Krieg bei der schwedischen Belagerung der Stadt im Jahr 1634 teilweise zerstört worden war, verlegte man das städtische Waffenarsenal um 1650 in den weniger gefährdeten Fruchtkasten an der Seestadtmauer, gleichzeitig brach man Teile des alten Zeughauses ab. Als Ruine bestand das alte Zeughaus jedoch noch bis in die Mitte des 19. Jahrhunderts, bis man an diesem Platz das erste Gebäude der Seeschulen errichtete.
Bis zum Jahr 1800 folgten mehrere Umbauten im Zeughaus. Gegen Ende der reichsstädtischen Zeit kam es im Lauf der beiden Koalitionskriege zu vermehrten Truppendurchzügen und Einquartierungen französischer und verbündeter Soldaten in Überlingen. Bevor die Franzosen am 10. Juni 1800 die Stadt schließlich wieder verließen, beschlagnahmten sie sämtliche Waffen und Gegenstände im Zeughaus und nahmen sie daraufhin nach Konstanz mit. Die Stadt blieb mit 150.000 fl. Sachschaden zurück. Unter den beschlagnahmen Waffen waren 34 zum Teil schon damals museumsreife Kanonen, rund fünfhundert Musketen, dreihundert Doppelhaken, mehrere Schwerter, Spieße und achtzehn Harnische.

### Nach 1803
Nach dem Ende der Reichsstadtzeit infolge des Reichsdeputationshauptschlusses 1803 und der damit verbundenen Auflösung des Zeughauses diente das Gebäude mehreren verschiedenen Zwecken. Ab der Mitte des 19. Jahrhunderts nutzte man das Erdgeschoss als Schlachthof, wobei die Obergeschosse für protestantische Gottesdienste, als Turnsaal des Turnvereins und Lagerort der Leopold-Sophien-Bibliothek dienten.

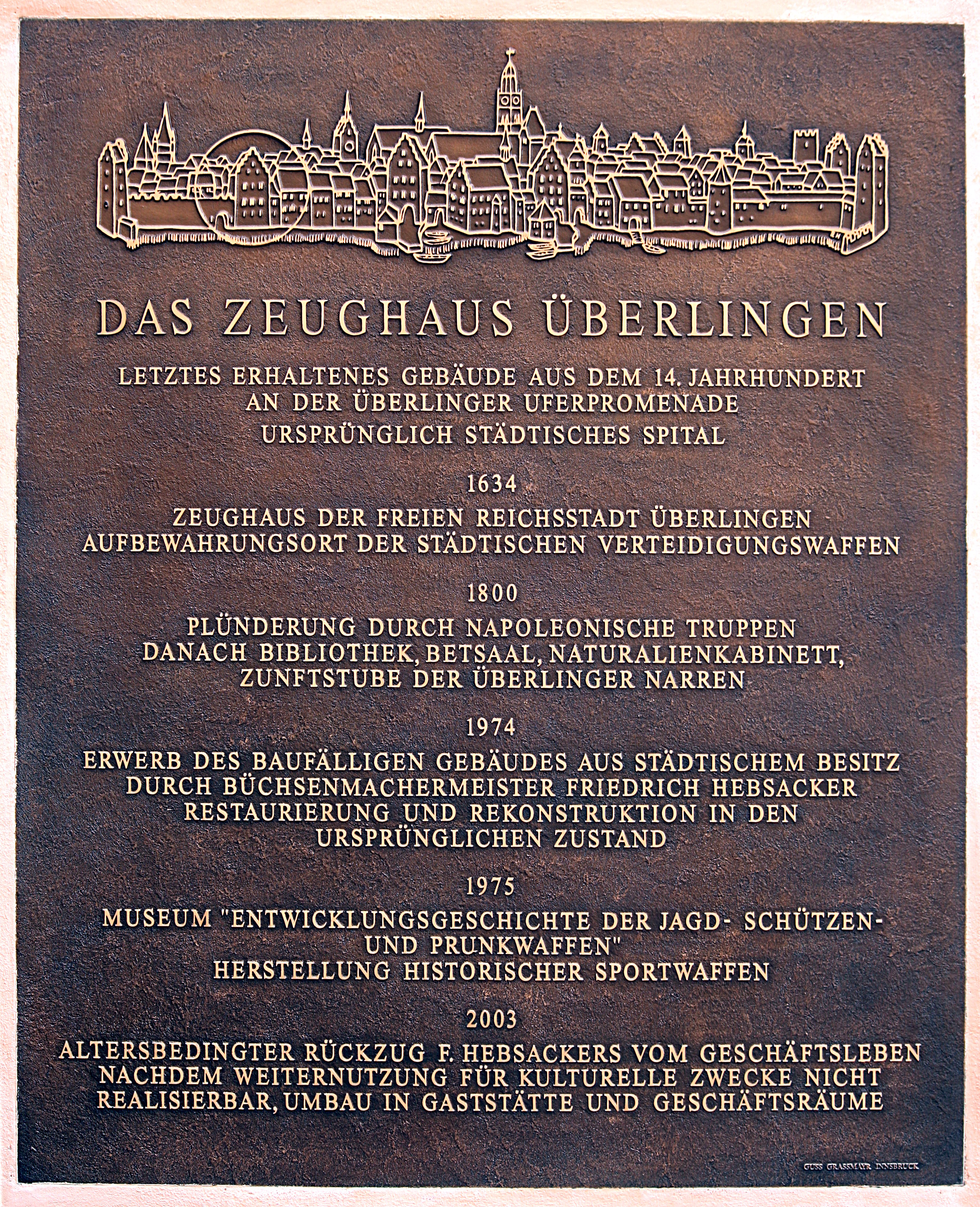
Die am Zeughaus angebrachte Übersichtstafel berichtet über die Geschichte des Gebäudes

Im Jahr 1871 öffnete das Kulturhistorische Naturalien-Kabinett erst im Obergeschoss des Zeughauses, nach dem Auszug des Schlachthofs im gesamten Gebäude. Ausgestellt wurden dort Reste der von Stadtpfarrer Franz Sales Wocheler 1831 gestifteten Sammlung, verschiedene Kunstgegenstände, historische Waffen und Trophäen sowie altes Überlinger Kulturgut. Aus dieser Sammlung entstand später das städtische Museum im Reichlin-von-Meldegg-Haus. Als 1886 das Kulturhistorischen Naturalien-Kabinett und die Leopold-Sophien-Bibliothek in angemietete Räume des Steinhauses umzogen, vermietete die Stadt das Zeughaus. Es wurde daraufhin hauptsächlich als Werkstatt, Wohnung, Magazin sowie Zunftstube der Narrenzunft Überlingen genutzt. Der bauliche Zustand des Hauses verschlechterte sich seit dem Ende des 19. Jahrhunderts zusehends, bis die Stadt das historische Gebäude im Jahr 1974 an privat verkaufte.

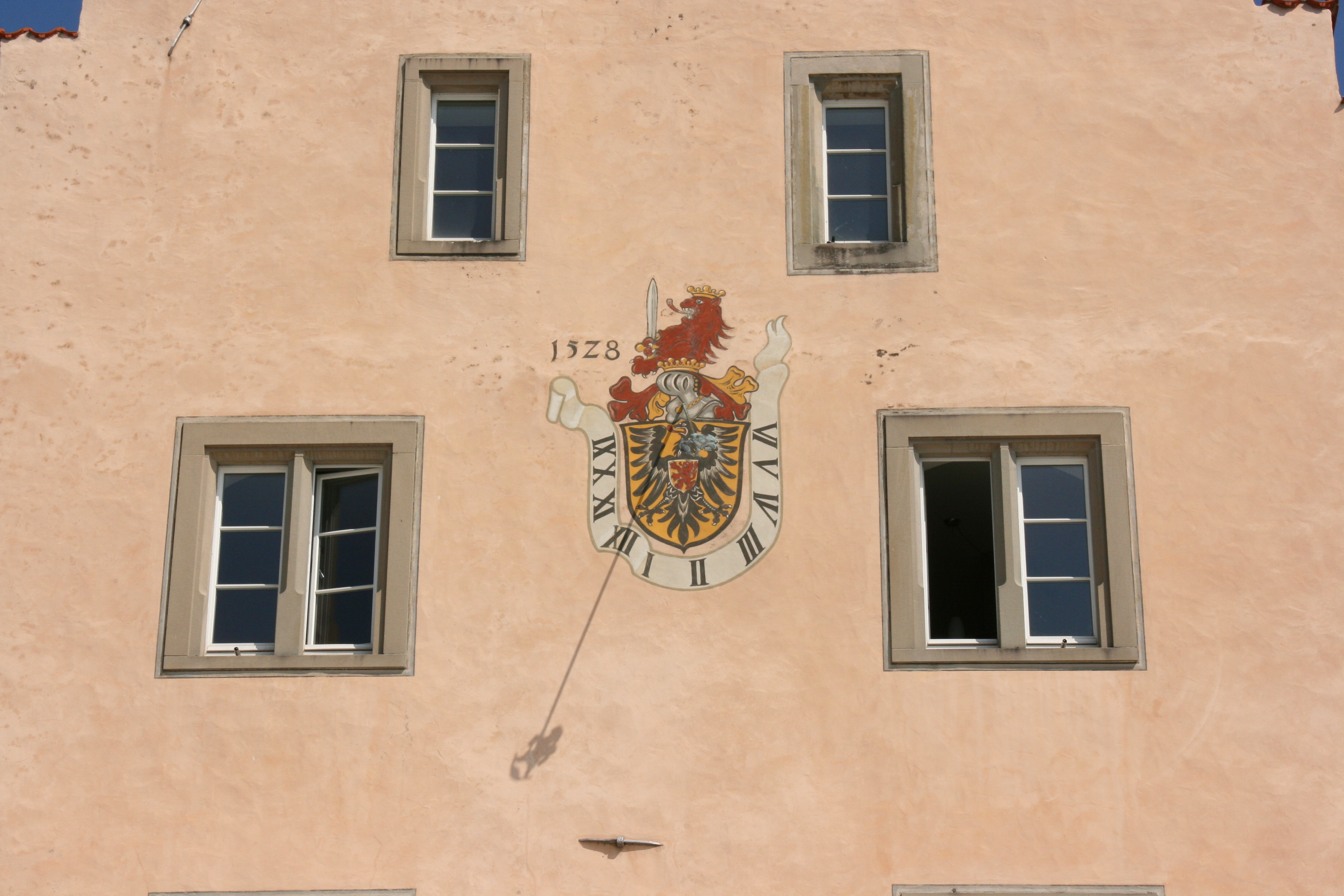
Die Sonnenuhr wurde 1974 nach historischem Vorbild wiederhergestellt

Eine grundlegende Sanierung des teilweise einsturzgefährdeten Zeughauses folgte nach dem Verkauf. Nach einer völligen Entkernung erhielt es unter anderem das auf einem Stahlbetonskelett wiederaufgebaute Holz- und Balkenwerk zurück, das aus den noch erhaltenen Originalbalken des Zeughauses besteht. Es erhielt ebenfalls einen komplett neuen Dachstuhl, der mit zahlreichen Gauben ausgestattet ist. Die Hauptfassade restaurierte man nach dem alten Originalvorbild (Sonnenuhr mit Wappen, bemalte Eckquaderungen und Aufschrift „Zeughaus“), wobei die Eckbemalungen erst bei den laufenden Bauarbeiten wiederentdeckt wurden. Neben den Wiederherstellungen entstanden im Erdgeschoss als Ersatz zu zwei größeren Fenstern drei neue Schießscharten, um ein historisches Gesamtbild zu erwecken. Um eine ebenfalls scheinbar historische Umgebung auf der zum selben Zeitpunkt in den 1970er Jahren neu entstandenen Seepromenade zu schaffen, wurde der Vorplatz am See gepflastert und dort eine Kanone platziert. Im Jahr 1975 eröffnete im Zeughaus ein Waffenmuseum.

## Heutige Nutzung
Zu Beginn des 21. Jahrhunderts stand das Zeughaus nach der Schließung des Waffenmuseums einige Zeit lang leer, bis im Jahr 2004 das Erdgeschoss zur Gaststätte umgebaut und die Obergeschosse zu Geschäftsräumen und Ferienwohnungen umgewandelt wurden. Bei den Arbeiten im Erdgeschoss ersetzte man eine Schießscharte durch eine Türöffnung. Obwohl die Schießscharten nicht historisch waren, wurde der Ersatz durch das Landesdenkmalamt Tübingen kritisiert.